# Pitchshifter
Pitchshifter ist eine englische Band aus Nottingham, die 1989 unter dem Namen „Pitch Shifter“ gegründet wurde und aus den Mitgliedern Johnny A. Carter (Lead-Gitarre, Programmierung), Mark Clayden (Bass, Gesang), Stuart Toolin (Rhythmus-Gitarre) sowie Jon S. Clayden (Begleitgesang) bestand.
Wegbereitend war sie vor allem für die Verbindung von gitarrenlastiger mit elektronischer Musik, im Speziellen von Metal und Punk auf der einen sowie Drum and Bass auf der anderen Seite. Des Weiteren ist Pitchshifter bekannt für ihre sozialkritischen Texte sowie für ihre Remixe.

## Diskografie

### Als Pitch Shifter
- 1991: Industrial
- 1992: Submit (EP, Wiederveröffentlichung 1995)
- 1993: Desensitized
- 1995: The Remix War
- 1996: Infotainment?

### Als Pitchshifter
- 1998: www.pitchshifter.com
- 1999: Un-UK EP
- 2000: Deviant
- 2002: PSI
- 2003: Bootlegged, Distorted, Remixed and Uploaded
- 2004: None for All and All for One (EP)

### DVD
- 2004: P.S.I.entology